# Saint-Michel-les-Portes
Saint-Michel-les-Portes ist eine französische Gemeinde mit 283 Einwohnern (Stand: 1. Januar 2022) im Département Isère in der Region Auvergne-Rhône-Alpes (vor 2016: Rhône-Alpes). Sie gehört zum Arrondissement Grenoble und zum Kanton Matheysine-Trièves.

## Geographie
Die Gemeinde Saint-Michel-les-Portes liegt in der Landschaft Trièves im Regionalen Naturpark Vercors, etwa 37 Kilometer südsüdwestlich von Grenoble. Umgeben wird Saint-Michel-les-Portes von den Nachbargemeinden Gresse-en-Vercors im Westen und Norden, Roissard im Norden und Osten, Saint-Martin-de-Clelles im Südosten und Süden sowie Chichilianne im Südwesten.
Durch die Gemeinde führt die frühere Route nationale 75 (heutige D1075).

## Bevölkerungsentwicklung
| Jahr                       | 1962 | 1968 | 1975 | 1982 | 1990 | 1999 | 2006 | 2013 | 2021 |
| Einwohner                  | 110  | 112  | 85   | 96   | 107  | 143  | 180  | 258  | 286  |
| Quellen: Cassini und INSEE |      |      |      |      |      |      |      |      |      |

## Sehenswürdigkeiten

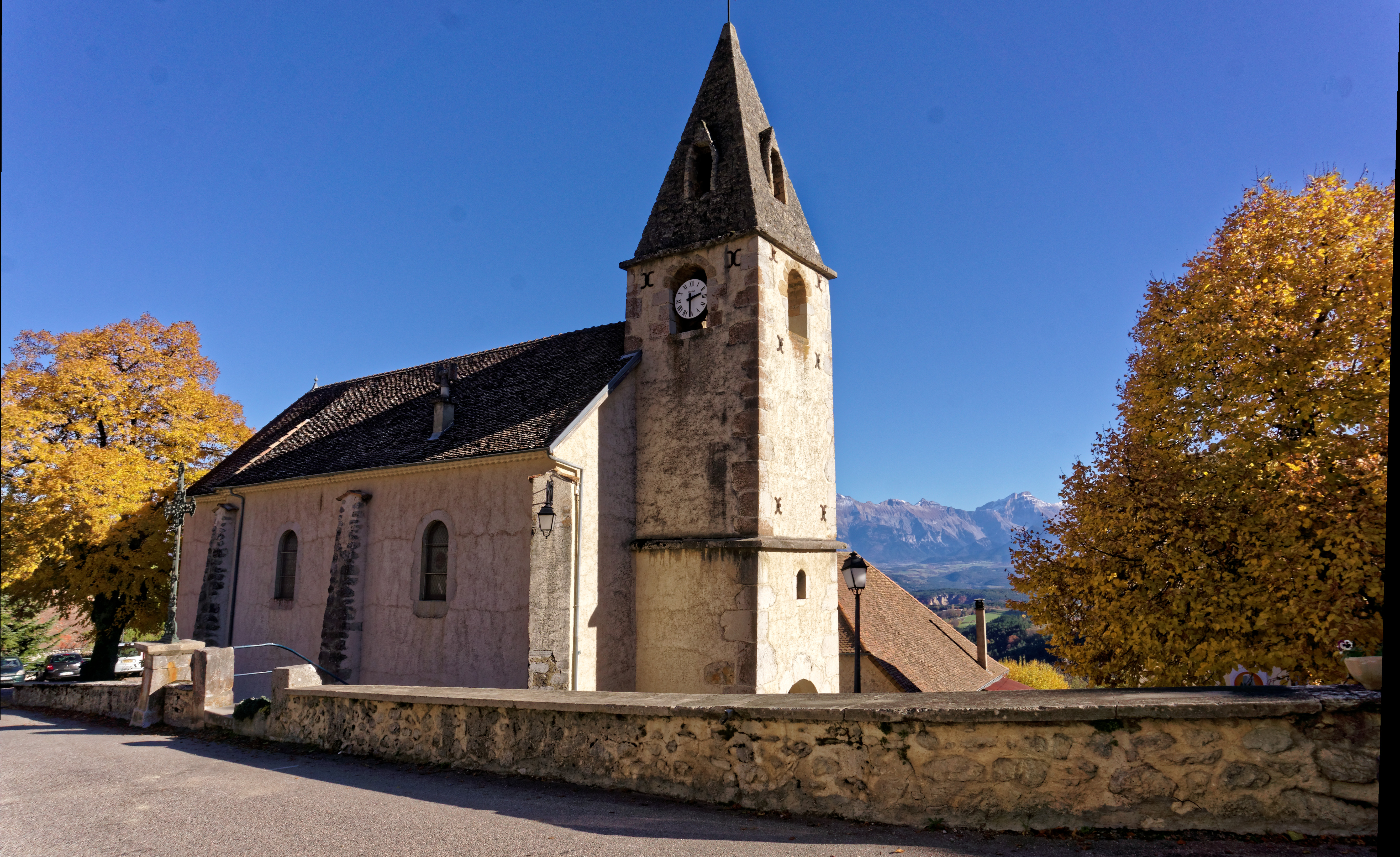
Kirche Saint-Michel
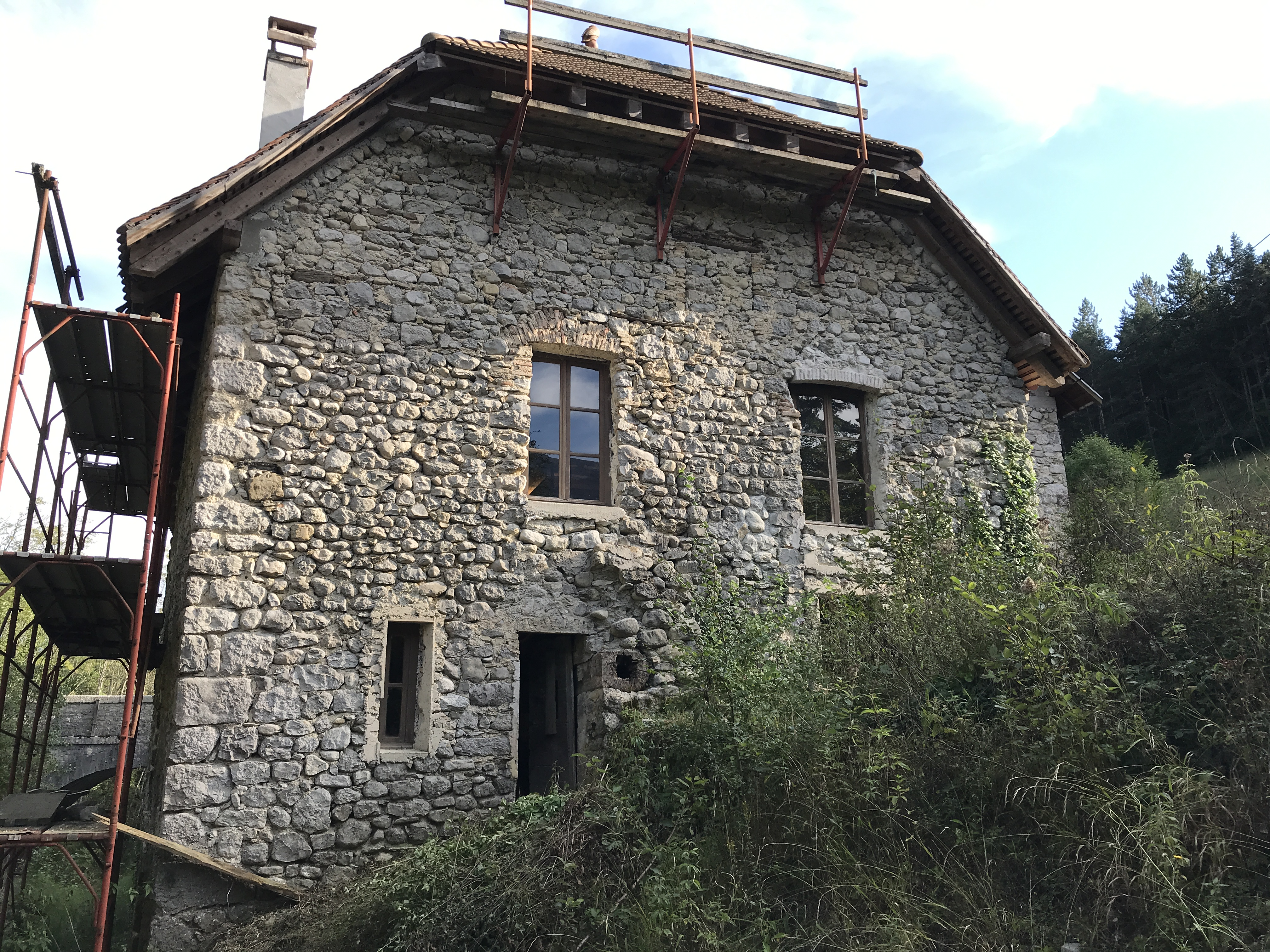
Wassermühle
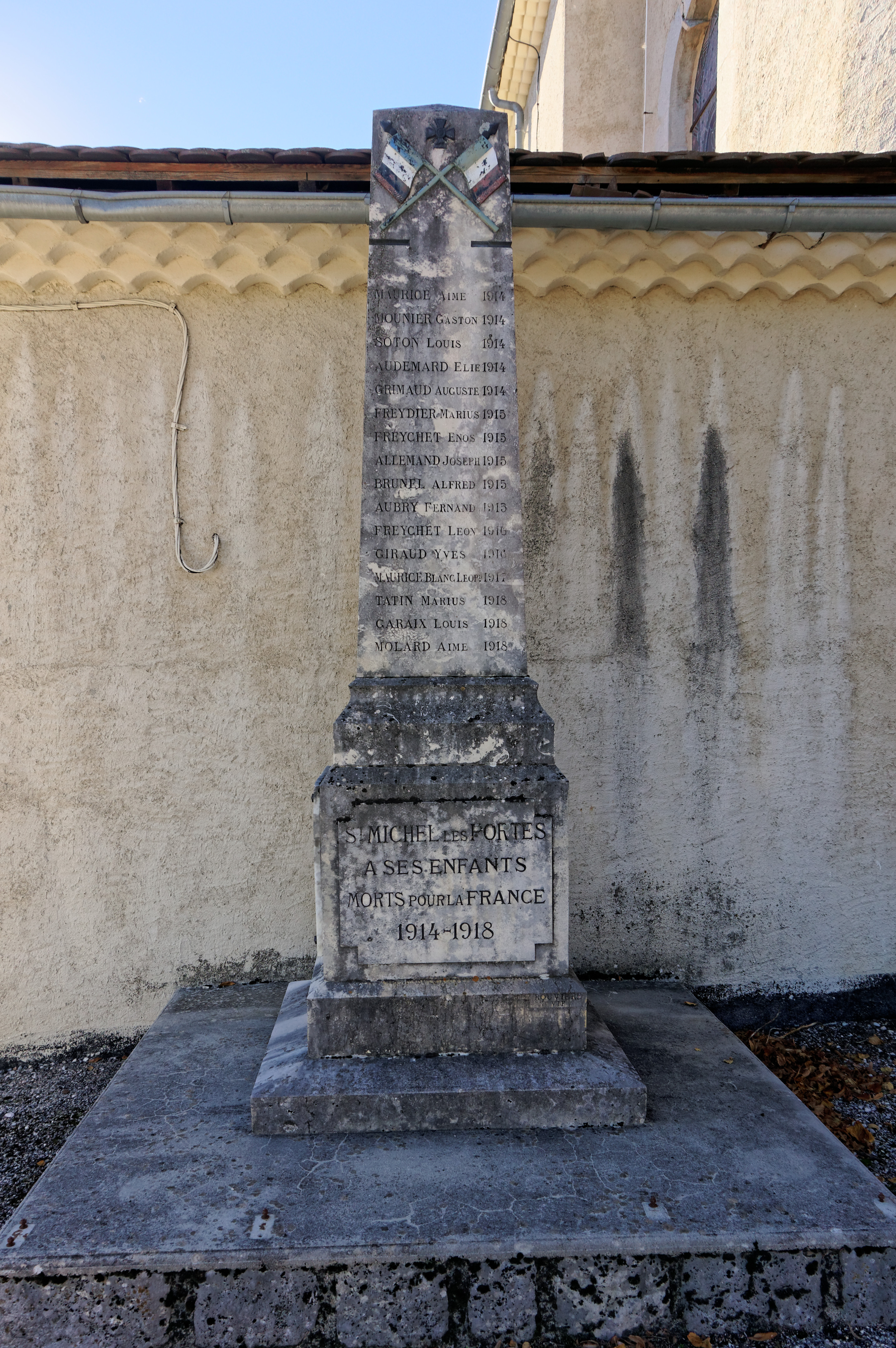
Gefallenendenkmal

- Kapelle Saint-Michel

- Kirche Saint-Michel
- Wassermühle
- Gefallenendenkmal